# The Tracks of My Tears
The Tracks of My Tears is een single uit 1965 van de Amerikaanse soulgroep Smokey Robinson & The Miracles. Het nummer was de tweede van vier singles afkomstig van Going to a Go-Go het meest succesvolle album van de groep. De andere drie singles waren "Ooo Baby Baby, My Girl Has Gone en Going to a Go-Go.

## Inhoud
The Tracks of My Tears werd, zoals bijna alle nummers van The Miracles, geschreven door leadzanger Smokey Robinson, hier in samenwerking met de groepsleden Marv Tarplin en Warren "Pete" Moore. Het intro op gitaar werd bedacht door Tarplin, de gitarist. Daarop bedachten Robinson en Moore de tekst en vulden de rest van de muziek in, met hulp van Tarplin. De tekst gaat erover dat een man zich stoer en goedlachs voordoet om zijn reputatie hoog te houden, terwijl hij diep van binnen eigenlijk huilt. Dit thema keert terug in meer nummers van de groep, waaronder in de enige #1 hit van Smokey Robinson & The Miracles, The Tears of a Clown.
De opname werd geproduceerd door Smokey Robinson en gemaakt in Hitsville USA, de opnamestudio van platenmaatschappij Motown in Detroit. De instrumentale ondersteuning is in handen van The Funk Brothers, de vaste groep sessiemuzikanten van Motown.   
De B-kant van de single is A Fork In the Road, geschreven door Smokey Robinson en Warren Moore in samenwerking met groepslid Ronnie White. Ook dit is afkomstig van het album "Going to a Go-Go". Het nummer was op bepaalde plaatsen een grote regionale hit. The Miracles zongen het standaard tijdens liveoptredens. 
Zoals alle singles van dit album was The Tracks Of My Tears een grote hit op zowel de hitlijsten als de R&B-lijst. Op de Billboard Hot 100 bereikte het nummer de zestiende plaats en in het Verenigd Koninkrijk de negende. Op de R&B-lijst behaalde The Tracks of My Tears de tweede plek. Naast deze noteringen werd het nummer door het tijdschrift Rolling Stone de #50 notering toebedeeld op de lijst van 500 beste nummers aller tijden. Ook kwam het nummer, samen met twee andere hits van The Miracles, Going to a Go-Go en You've Really Got a Hold On Me, op de lijst te staan van 500 nummers die de Rock-'n-Roll vormden, opgesteld door de Rock and Roll Hall of Fame.
The Tracks Of My Tears werd ook gebruikt in de film Platoon van Oliver Stone (1986). In 2011-2015 was het nummer te horen in de leader van de Nederlandse VARA-televisieserie Overspel.

## Bezetting
- Lead: Smokey Robinson
- Achtergrond: Ronnie White, Warren "Pete" Moore, Bobby Rogers en Claudette Robinson
- Instrumentatie: The Funk Brothers
- Gitarist: Marv Tarplin
- Schrijvers: Smokey Robinson, Warren "Pete" Moore en Marv Tarplin
- Productie: Smokey Robinson

## Covers
Vaak is The Tracks of My Tears gecoverd. De versie van Linda Ronstadt bereikte de elfde plaats in de Billboard Hot 100 en deed het daardoor beter dan de originele versie van The Miracles. Ook andere artiesten zoals Gladys Knight & The Pips, Go West, Dolly Parton, Johnny Rivers, Aretha Franklin en The Contours hadden hun eigen versie van The Tracks Of My Tears. Billy Bragg nam het nummer op en ook de parodie The Tears Of My Tracks over een man die jammert dat hij zijn platencollectie moet verkopen.
De B-kant A Fork In the Road is gecoverd door onder anderen Rebbie Jackson.